# Roncador (plaats)
Roncador is een gemeente in de Braziliaanse deelstaat Paraná. De gemeente telt 12.309 inwoners (schatting 2009).

## Aangrenzende gemeenten
De gemeente grenst aan Iretama, Luiziana, Mamborê, Mato Rico, Nova Cantu, Nova Tebas, Palmital en Pitanga.